# 창원 내동 패총
창원 내동 패총(昌原 內洞 貝塚)은 대한민국 경상남도 창원시 성산구 내동에 있는 패총이다. 1979년 5월 2일 경상남도의 기념물 제44호로 지정되었다.

## 개요
패총(貝塚)이란 수렵·어로·채집에 의하여 살아온 옛 사람들이 조개를 먹은 뒤 버린 조개껍데기와 생활쓰레기가 함께 쌓여 이루어진 유적으로 조개더미라고도 한다.
창원 내동패총은 창원 대로변에 있는 해발 20∼25m의 야산에 위치한다. 아직 정식 발굴조사가 실시되지 않아 정확한 성격을 알 수 없으나 채집되는 유물로 보아 근처의 성산패총, 가음정동패총과 같은 시기인 기원전후 초기철기시대의 것으로 추정된다.
내동패총에 대한 본격적인 조사가 이루어지진 않았지만 이러한 패총에서는 다양한 토기, 골각기, 철제품이 출토되어 당시의 생활을 연구하는데 귀중한 유적이 되므로 기념물로 지정하여 보전하고 있다.

## 참고 문헌
- 창원 내동패총 - 국가유산청 국가유산포털